# Femmes dans la guerre

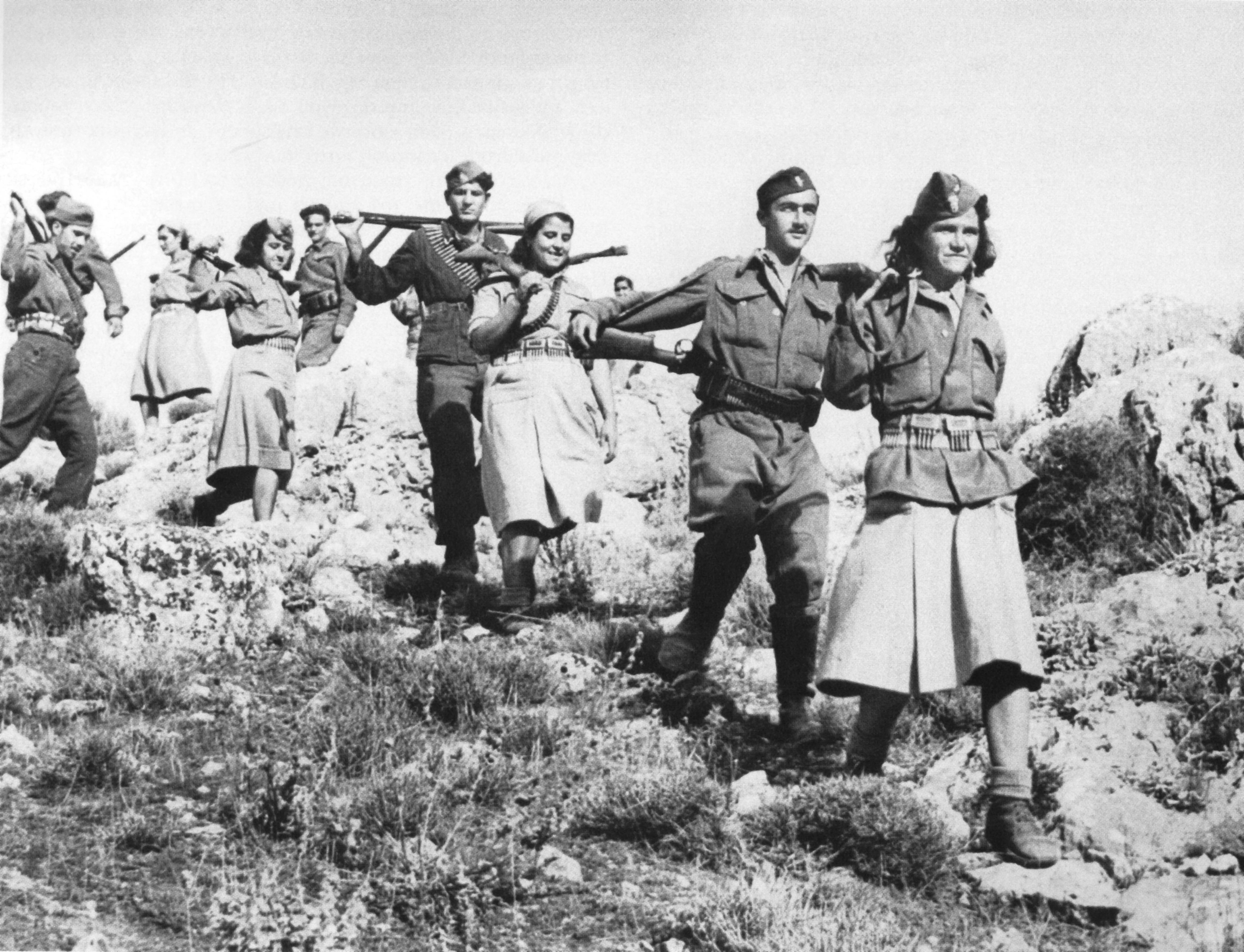
Des combattants et combattantes de l'ELAS en octobre 1944.

L'expérience des femmes dans la guerre correspond à une multitude de situations. Historiquement, elles ont joué un rôle majeur à l'arrière du front. Au fil de l'histoire, des femmes ont accompagné des armées, affectées au soutien en tant que cuisinières, résistantes, policières, blanchisseuses… Elles avaient pour tâche de prodiguer les soins médicaux. D'autres femmes, à l'arrière, exerçaient dans des usines de munitions et remplaçaient les hommes partis au combat. La Seconde Guerre mondiale marque un tournant : des millions de femmes jouent un rôle important à l'arrière et certaines s'engagent dans les opérations, surtout dans les unités antiaériennes pour frapper les bombardiers ennemis. Les mouvements de résistance s'appuient largement sur des combattantes. Après 1945, le rôle des femmes dans l'armée connaît un fort déclin puis un rebond dans les années 1970 : les femmes jouent un rôle militaire de plus en plus important dans des nations influentes. Ces nouvelles fonctions suscitent parfois des controverses sur plusieurs questions, comme les disparités dans les aptitudes physiques ainsi que sur l'identité de genre tant des femmes que des hommes. En raison des violences qui les ciblent dans les conflits armés, le droit international humanitaire accorde aux femmes, combattantes ou non combattantes, des droits égaux à ceux de leurs homologues masculins, ainsi que des protections particulières.

## En tant que combattantes

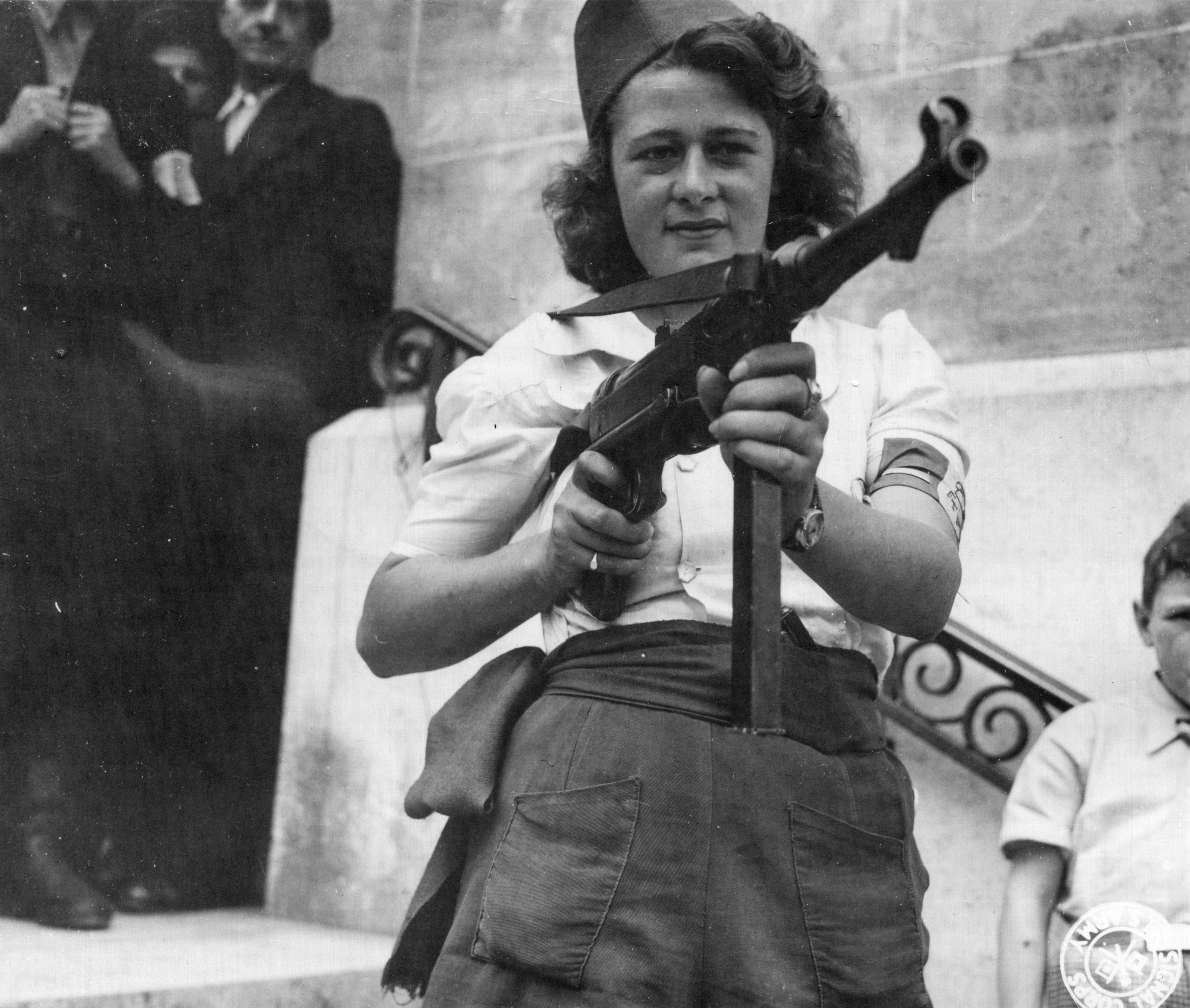
Simone Segouin, une résistante, près de Chartres, en août 1944.

Plusieurs dirigeantes ont présidé à des guerres pendant leur règne ou leur mandat, comme la reine Boadicée, Élisabeth II, Catherine de Médicis, Catherine II, Marie-Thérèse d'Autriche, Golda Meir, Indira Gandhi, les femmes d'Aba et Margaret Thatcher.
Les femmes prisonnières de guerre bénéficient des mêmes droits que leurs homologues masculins et doivent être internées séparément. Elles bénéficient également d'égards particuliers en cas de grossesse, d'accouchement ou d'enfants en bas âge. Leurs peines ne peuvent être aggravées en raison de leur sexe.

## En tant que non-combattantes

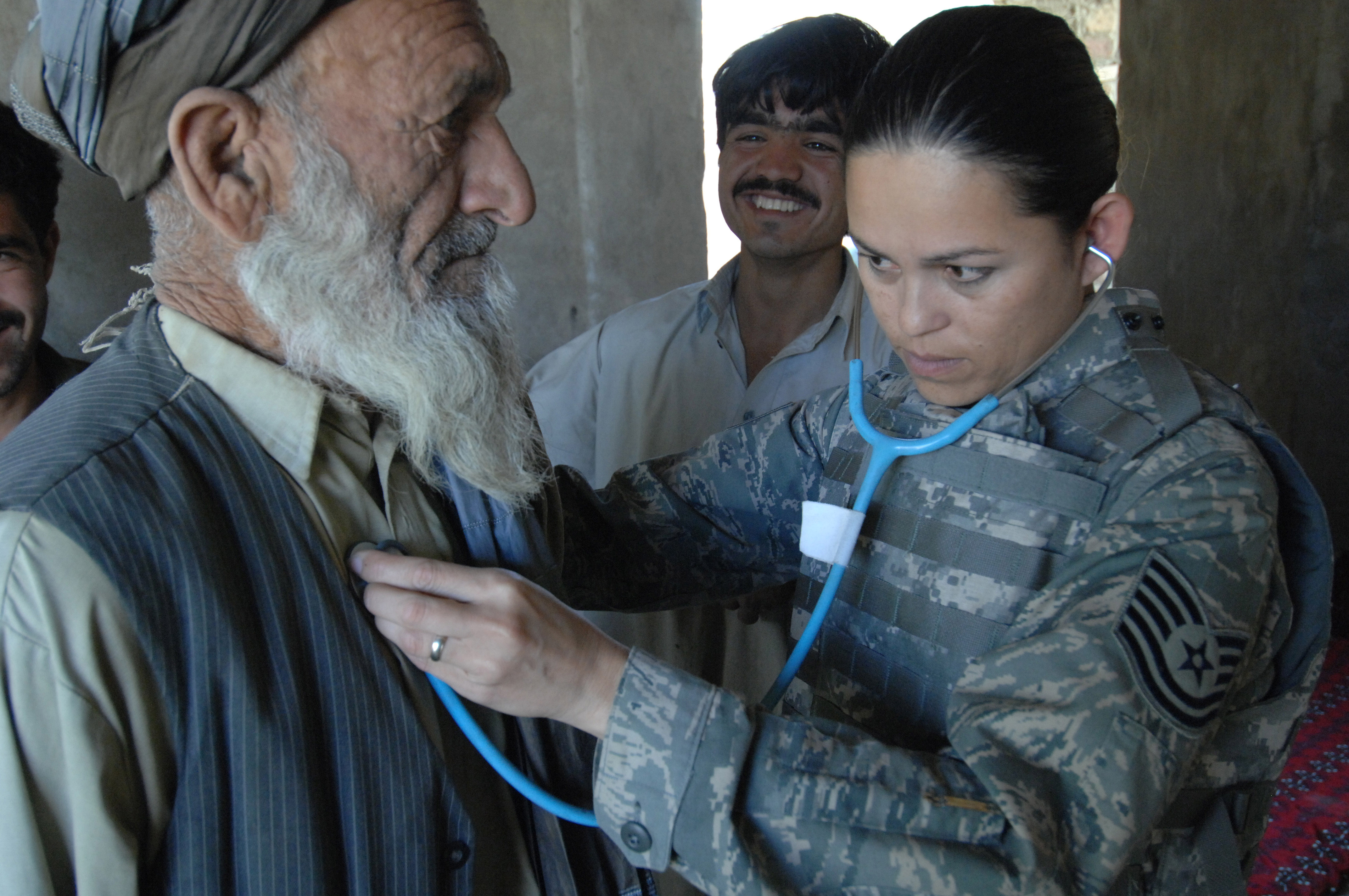
Aide-soignant militaire américaine. 2007.

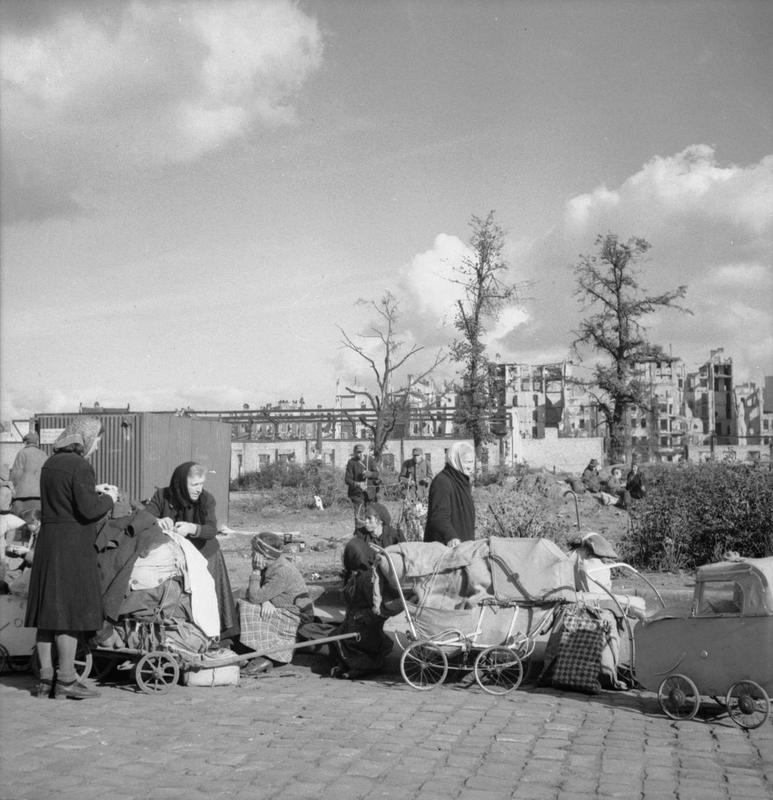
Rue en banlieue de Berlin après la Seconde Guerre mondiale : des personnes déplacées, avec leurs biens entassés dans des chariots et des landaus.

## Violences et droits

### Violences sexuelles et sexistes
Les femmes sont fréquemment victimes de violences sexuelles lors des conflits.

### Droit international humanitaire
Outre les conventions (comme la Convention sur l'élimination de toutes les formes de discrimination à l'égard des femmes) et traités généraux garantissant aux femmes des droits identiques à ceux des hommes, le droit international humanitaire prévoit un régime particulier pour protéger davantage les non-combattantes, surtout les femmes enceintes et mères de jeunes enfants. Les femmes enceintes ou en couches sont considérés comme des malades et bénéficient des droits afférents.
Les femmes ont « droit à une protection spéciale contre toute atteinte à [leur] honneur et notamment contre le viol, la prostitution forcée et tout attentat à la pudeur ». La quatrième Convention de Genève dispose :

« Les femmes seront spécialement protégées contre toute atteinte à leur honneur, et notamment contre le viol, la contrainte à la prostitution et tout attentat à leur pudeur. »

Au sujet de cet article, Jean Pictet émet les observations suivantes :

« Cet alinéa dénonce certaines pratiques suivies notamment durant la dernière guerre mondiale, d'innombrables femmes de tous âges, et même des enfants, ayant été l'objet des pires outrages : viols commis en territoires occupés, brutalités de tout genre, mutilations, etc. Dans les régions où les troupes ont passé ou stationné, des milliers de femmes ont été envoyées dans des maisons de prostitution contre leur gré, ou ont été contaminées par des maladies vénériennes, qui se sont souvent accrues dans des proportions effrayantes. Ces faits... soulignent la nécessité de proclamer que les femmes doivent bénéficier d'égards particuliers. »

Cette protection est réitérée et développée dans le Protocole I :

« 1. Les femmes doivent faire l'objet d'un respect particulier et seront protégées, notamment contre le viol, la contrainte à la prostitution et toute autre forme d'attentat à la pudeur.

2. Les cas des femmes enceintes et des mères d'enfants en bas âge dépendant d'elles qui sont arrêtées, détenues ou internées pour des raisons liées au conflit armé seront examinés en priorité absolue.

3. Dans toute la mesure du possible, les Parties au conflit s'efforceront d'éviter que la peine de mort soit prononcée contre les femmes enceintes ou les mères d'enfants en bas âge dépendant d'elles pour une infraction commise en relation avec le conflit armé. Une condamnation à mort contre ces femmes pour une telle infraction ne sera pas exécutée »

Elle est également présente dans le Protocole II :

« Toutes les personnes qui ne participent pas directement ou ne participent plus aux hostilités, qu'elles soient ou non privées de liberté, ont droit au respect de leur personne, de leur honneur, de leurs convictions et de leurs pratiques religieuses... Sont et demeurent prohibés en tout temps et en tout lieu à l'égard des personnes visées au paragraphe 1 :

e) les atteintes à la dignité de la personne, notamment les traitements humiliants et dégradants, le viol, la contrainte à la prostitution et tout attentat à la pudeur. »

Toutefois, la reconnaissance du viol en tant qu'arme et stratégie de guerre n'est reconnue que depuis « notamment des pratiques massives de viol lors des conflits en ex-Yougoslavie et au Rwanda entre 1991 et 1995 ». Les tribunaux pénaux internationaux ont déclaré que les viols et agressions sexuelles peuvent constituer des crimes de guerre et crimes contre l'humanité. En juillet 1998, le Statut de Rome intègre plusieurs violences sexuelles dans ces qualifications : viol, esclavage sexuel, prostitution forcée, grossesse forcée, stérilisation forcée.

## Périodes historiques

### Avant leXXesiècle
- Chronologie des femmes dans la guerre antique
- Chronologie des femmes dans la guerre du Ve au XVe siècle
  - Femmes dans les croisades (en)
- Chronologie des femmes dans la guerre du XVIe au XVIIe siècle
- Chronologie des femmes dans la guerre au XVIIIe siècle (en)
- Chronologie des femmes dans la guerre au XIXe siècle (en)
  - Liste de combattantes pendant la guerre de Sécession (en)

### AuXXesiècle
- Chronologie des femmes dans la guerre de 1900 à 1945 (en)
- Femmes pendant les Guerres mondiales (en)
  - Canadiennes pendant les guerres mondiales (en)
  - Munitionnette

#### Première Guerre mondiale
- Femmes pendant la Première Guerre mondiale
  - Australiennes pendant la Première Guerre mondiale (en)
  - Arrière pendant la Première Guerre mondiale (en)

#### Seconde Guerre mondiale
- Femmes pendant la Seconde Guerre mondiale
  - Code Girls (en)
  - Arrière pendant la Seconde Guerre mondiale (en)
  - Femmes soviétiques pendant la Seconde Guerre mondiale

#### Seconde moitié duXXesiècle
- Femmes dans la guerre et l'armée de 1945 à 1999 (en)

### XXIesiècle
- Femmes dans la guerre et l'armée depuis l'an 2000 (en)
  - Femmes pendant la guerre du Donbass (en)
  - Femmes pendant la guerre à Gaza depuis 2023